# Proteostrenia oberthuerii
Proteostrenia oberthuerii är en fjärilsart som beskrevs av Butler 1881. Proteostrenia oberthuerii ingår i släktet Proteostrenia och familjen mätare. Inga underarter finns listade i Catalogue of Life.